# Zona Cesarini
Zona Cesarini es una expresión con la que se indica la fase final de un partido de fútbol y, de manera más amplia, de cualquier evento deportivo. El término es de origen italiano, pero se utiliza con el mismo sentido en otros idiomas.
El término proviene del nombre del jugador de fútbol italo-argentino del Foot-Ball Club Juventus Renato Cesarini (1906-1969), que tenía la habilidad de realizar goles en los minutos finales de los partidos. En particular el que convirtió el 13 de diciembre de 1931, a los 89 minutos, jugando para la selección italiana que le dio el triunfo contra Hungría, por 3-2.
El término se fue generando en las semanas siguientes, cuando el periodista italiano Eugenio Danese, recurrió a la expresión «caso Cesarini», para referirse a los minutos finales de un partido. La palabra «zona» fue tomada probablemente del juego de bridge, en el que esa expresión se utiliza para indicar la fase final y determinante de la partida.
Se trata de un fenómeno bastante común en los partidos de fútbol, debido a múltiples motivos, como son el agotamiento, la tensión, la desconcentración, la falta de entrenamiento físico, la efectividad de los suplentes que entraran como sustitutos o la preparación anímica y mental, entre otros motivos. Otros nombres para referirse a este suceso son gol sobre la hora o gol in extremis.